# Coleophora pseudoserenella
Coleophora pseudoserenella é uma espécie de mariposa do gênero Coleophora pertencente à família Coleophoridae.